# Ice Hockey Superleague 2000/01
Die Saison 2000/01 war die fünfte Spielzeit der Ice Hockey Superleague, der höchsten britischen Eishockeyspielklasse. Britischer Meister wurden die Sheffield Steelers, die sich in den Playoffs durchsetzten. Meister der regulären Saison wurden ebenfalls die Sheffield Steelers.

## Modus
In der regulären Saison absolvierte jede der neun Mannschaften insgesamt 48 Spiele. Der Erstplatzierte wurde Meister der regulären Saison. Die acht bestplatzierten Mannschaften qualifizierten sich für die Playoff-Zwischenrunde, in der sie gemäß ihrer Platzierung in der regulären Saison in zwei Gruppen zu je vier Mannschaften aufgeteilt wurden. Dort trafen die Mannschaften gegen jeden Gruppengegner in Hin- und Rückspiel, woraufhin sich die beiden Erstplatzierten jeder Gruppe für das Playoff-Halbfinale qualifizierten. Der Playoff-Gewinner wurde Britischer Meister. Für einen Sieg nach regulärer Spielzeit erhielt jede Mannschaft drei Punkte, für einen Sieg nach Overtime zwei Punkte, für eine Niederlage nach Overtime ein Punkt und für eine Niederlage nach der regulären Spielzeit null Punkte.

## Reguläre Saison

### Tabelle
|    | Klub                | Sp | S  | OTS | OTN | N  | Tore    | Punkte |
| -- | ------------------- | -- | -- | --- | --- | -- | ------- | ------ |
| 1. | Sheffield Steelers  | 48 | 30 | 5   | 4   | 9  | 162:115 | 104    |
| 2. | Cardiff Devils      | 48 | 24 | 5   | 3   | 16 | 167:130 | 85     |
| 3. | Bracknell Bees      | 48 | 19 | 6   | 6   | 17 | 173:161 | 75     |
| 4. | London Knights      | 48 | 18 | 7   | 6   | 17 | 143:130 | 74     |
| 5. | Ayr Scottish Eagles | 48 | 21 | 4   | 1   | 22 | 161:158 | 72     |
| 6. | Belfast Giants      | 48 | 17 | 6   | 9   | 16 | 158:159 | 72     |
| 7. | Manchester Storm    | 48 | 15 | 6   | 3   | 24 | 148:186 | 60     |
| 8. | Nottingham Panthers | 48 | 10 | 8   | 7   | 23 | 126:167 | 53     |
| 9. | Newcastle Jesters   | 48 | 12 | 3   | 11  | 22 | 126:158 | 53     |

Sp = Spiele, S = Siege, U = Unentschieden, N = Niederlagen, OTS = Overtime-Siege, OTN = Overtime-Niederlage, SOS = Penalty-Siege, SON = Penalty-Niederlage

## Playoffs

### Gruppe A
|    | Klub                | Sp | S | OTS | OTN | N | Tore  | Punkte |
| -- | ------------------- | -- | - | --- | --- | - | ----- | ------ |
| 1. | London Knights      | 6  | 4 | 0   | 0   | 2 | 17:11 | 12     |
| 2. | Sheffield Steelers  | 6  | 4 | 0   | 0   | 2 | 16:18 | 12     |
| 3. | Belfast Giants      | 6  | 3 | 0   | 0   | 3 | 17:17 | 9      |
| 4. | Nottingham Panthers | 6  | 1 | 0   | 0   | 5 | 13:17 | 3      |

Sp = Spiele, S = Siege, U = Unentschieden, N = Niederlagen, OTS = Overtime-Siege, OTN = Overtime-Niederlage, SOS = Penalty-Siege, SON = Penalty-Niederlage

### Gruppe B
|    | Klub                | Sp | S | OTS | OTN | N | Tore  | Punkte |
| -- | ------------------- | -- | - | --- | --- | - | ----- | ------ |
| 1. | Bracknell Bees      | 6  | 3 | 1   | 0   | 2 | 20:17 | 11     |
| 2. | Ayr Scottish Eagles | 6  | 2 | 1   | 1   | 2 | 23:19 | 9      |
| 3. | Cardiff Devils      | 6  | 2 | 1   | 1   | 2 | 23:24 | 9      |
| 4. | Manchester Storm    | 6  | 1 | 1   | 2   | 2 | 20:26 | 7      |

Sp = Spiele, S = Siege, U = Unentschieden, N = Niederlagen, OTS = Overtime-Siege, OTN = Overtime-Niederlage, SOS = Penalty-Siege, SON = Penalty-Niederlage

### Halbfinale
- Bracknell Bees – Sheffield Steelers 2:4
- London Knights – Ayr Scottish Eagles 4:3

### Finale
- London Knights – Sheffield Steelers 1:2